# Brigitte Fürle
Brigitte Fürle (* 1960 in Wien) ist eine österreichische Theaterwissenschaftlerin und Romanistin. Seit 2013 ist sie Künstlerische Leiterin am Festspielhaus St. Pölten.

## Leben
Brigitte Fürle promovierte 1987 an der Universität Wien und hatte von 1995 bis 2000 einen Lehrauftrag am Institut für Theaterwissenschaft zum Thema „Neue Theaterformen“. Darüber hinaus war sie Journalistin für diverse Fachzeitschriften und Kuratorin für verschiedene Festivals, darunter beim Steirischen Herbst 1990 „Bis unter die Haut“.
Als Programmdramaturgin bei den Wiener Festwochen von 1993 bis 1998 war Brigitte Fürle treibende Kraft für neue Theaterformen unter der Intendanz von Klaus Bachler, wo sie im Rahmen des Programms der Halle G / Neues Theater Namen wie DV8, Robert Lepage und Socìetas Raffaello Sanzio europaweit bekannt machte. Zu den Höhepunkten dieser Programme zählten Produktionen wie „The Seven Streams of the River Ota“ von Robert Lepage, „Hell Bent“ von Nigel Charnock und „Enter Achilles“ von DV8, ebenso „Le péplum“ von Royal de Luxe auf dem Wiener Rathausplatz und „Chimère“ von Théâtre Zingaro, eine Pferdeoper auf der Donauinsel.
Als Dramaturgin am Bayerischen Staatsschauspiel arbeitete Brigitte Fürle von 1999 bis 2000 unter anderen mit Stéphane Braunschweig und Udo Samel in „Woyzeck“ zusammen.
Bei den Salzburger Festspielen unter der Schauspieldirektion von Jürgen Flimm war Brigitte Fürle von 2002 bis 2004 die erste Programmkuratorin des Young Directors Project und begründete seinen Erfolg als internationales Highlight des Theaterprogramms der Salzburger Festspiele. 2003 zeigte sie hier zum ersten Mal auf einem europäischen Festival den lettischen Regisseur Alvis Hermanis, dessen Inszenierung „Revizor“ den Montblanc-Award gewann.
Am schauspielfrankfurt unter der Intendanz von Elisabeth Schweeger war Brigitte Fürle von 2000 bis 2006 Dramaturgin und Verantwortliche im Bereich Internationale Kontakte und Festivalkuratorin des 15. Festivals der Union des Théâtres de l’Europe. In Frankfurt kuratierte sie außerdem das Theaterprogramm der Frankfurter Buchmesse im Rahmen des Gastlandes Korea 2005 sowie Russland 2003 und war Jurymitglied des Europäischen Theaterpreises.
„spielzeit’europa“, die Theater- und Tanzsaison der Berliner Festspiele, wurde als Programmreihe für das Haus der Berliner Festspiele (ehemals Freie Volksbühne) als mehrmonatige Saison von Joachim Sartorius gegründet. Unter der Künstlerischen Leitung von Brigitte Fürle erhielt „spielzeit’europa“ von 2006 bis 2012 neben Publikumszuspruch, der sich auch in den Auslastungszahlen im Haus der Berliner Festwochen mit 1000 Plätzen (Auslastung regelmäßig 85 – 90 %) niederschlägt, internationale mediale Aufmerksamkeit und Kooperation mit internationalen Veranstaltern und zählte international zu einem Produktions- und Koproduktionspartner von Künstlern, Compagnien und Festivals.
2013 folgte Brigitte Fürle für die künstlerische Leitung am Festspielhaus St. Pölten Joachim Schlömer nach.
Für 2022 wurde Fürle der Jakob-Prandtauer-Preis für Wissenschaft und Kunst der Stadt St. Pölten zugesprochen.